# El Campo del Arpa del Clot
El Campo del Arpa del Clot (en catalán El Camp de l'Arpa del Clot) es un barrio del distrito de San Martín, Barcelona, que se extiende por el área que anteriormente era conocido como Campo del Arpa y partes de El Clot tradicional, o se incluía dentro de este. Está enmarcado por las calles Dos de Mayo, Antonio María Claret, Navas de Tolosa, Meridiana y Aragón.

## Educación y cultura
A fecha de 2008, el barrio dispone de 7 centros de educación preescolar, 3 de educación primaria, 4 de secundaria, 2 escuelas de música, una escuela de idiomas y una de informática.
Dispone de un cine tradicional (Foment Martinenc), 3 salas de teatro (en escuelas o asociaciones), un casal de juventud y otro para la tercera edad.

## Otras instalaciones y servicios
Se sitúa un hospital, Hospital Niño de Dios, aunque el propio barrio linda con el Hospital de la Santa Cruz y San Pablo. El barrio dispone de diez centros de culto, todos cristianos, de los cuales cuatro son católicos, cinco evangélicos y uno ortodoxo. 
La plaza de la Oca es una plaza tradicional que alberga un mercado callejero organizado alrededor de la llamada Feria de Artesanos Plaza de la Oca.
Pese a no ser un barrio turístico dispone de 6 hoteles, pensiones o albergues.

## Transportes
Tres estaciones del metro de Barcelona: Clot, Campo del Arpa y Encants, y una de cercanías, Clot-Aragón. A fecha de mayo de 2009 se hallan en el barrio 5 estaciones de Bicing.